# Narodyčský rajón
Narodyčský rajón (ukrajinsky Народицький район) byl rajón v Žytomyrské oblasti na Ukrajině. Hlavním městem bylo Narodyči a rajón měl přibližně 9 500 obyvatel. 

## Sídla v rajónu
- Čopovyči
- Hranitne
- Narodyči